# Hudson Motor Car Company
Pour les articles homonymes, voir Hudson.
La Hudson Motor Car Company est un constructeur automobile américain fondé en 1909 par Roy Chapin (père), un ancien cadre chez Oldsmobile, et sept autres hommes d'affaires dont J.L. Hudson, un entrepreneur et fondateur des magasins à rayons Hudson de Détroit (Michigan). Comme ce dernier avait fourni le capital nécessaire, on nomma la compagnie en son honneur. Hudson Motor a disparu en 1954 lors de la fusion avec Nash Motors pour former l'American Motors Corporation. Le nom Hudson est cependant demeuré sur certaines automobiles d’AMC jusqu'à l'année-modèle 1957. 
Sa meilleure année fut 1929 avec des ventes combinées de 300 000 véhicules (séries Hudson et Essex, incluant la production des usines en Belgique et Grande-Bretagne). Ceci fit de l'entreprise le troisième constructeur automobile cette année-là, derrière Ford et Chevrolet.

## Histoire
Le 24 février 1909, le fondateur des grands magasins Hudson et sept partenaires fondent la compagnie Hudson Motor Car dans le but de produire une automobile qui pourrait se vendre moins de 1 000 $US et ainsi attirer une clientèle de masse. J.L. Hudson fournit le capital et la compagnie est nommée en son honneur ; Roy Chapin (père) vient de quitter Ransom E. Olds (Olsmobile) et apporte ses connaissances à la nouvelle entreprise.  

### Bon début

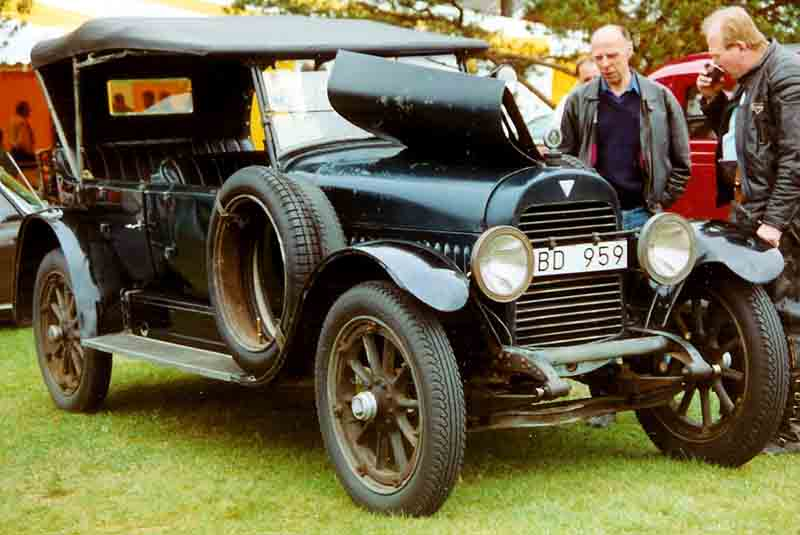
Hudson Super Six Série M Phaeton de 1918

Les débuts sont prometteurs. Le 3 juillet 1909, la première automobile sort de la petite usine de Detroit sous le nom de Hudson "Twenty". C'est une des premières auto destinée à la consommation de masse et on en vend plus de 4 000 la première année. La compagnie innovera plusieurs fois : premiers freins doubles hydrauliques, témoins lumineux de pression d'huile et de tension électrique au tableau de bord et vilebrequin équilibré qui permet à la Hudson Straight-6 (surnommée "Super Six") de (1916) de rouler plus doucement et avec plus de puissance à haut régime. La plupart des automobiles produites par Hudson auront des moteurs six cylindres en ligne, un système secondaire de freinage (frein de stationnement) mécanique, un embrayage à bain d'huile et liège très doux et durable. Cette voiture remporte le Pikes Peak International Hill Climb en 1916 (puis les modèles Special en 1921, et Essex en 1923).

### Essex et Terraplane

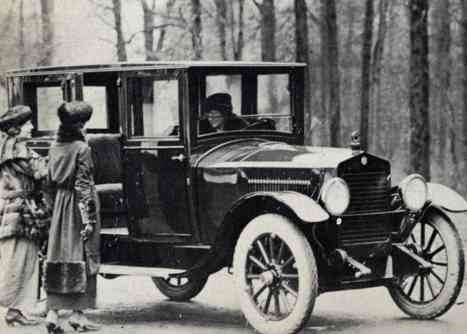
Le premier modèle de Essex.

En 1919, Hudson introduisit la marque Essex pour les plus petits budgets afin de concurrencer les Ford et Chevrolet, laissant le marché un peu plus luxueux aux Hudson. C'était la première voiture à coût minime offrant un habitacle fermé. Les différentes Essex se vendirent à plus de 1,13 million d'exemplaires jusqu'en 1932 lors de leur remplacement par les Terraplane. Cette dernière série est plus moderne, en 1932-33 le nom était Essex-Terraplane et à partir de 1934, Terraplane seulement. Elles furent lancée avec un grand battage publicitaire autour de l'aviatrice Amelia Earhart. Finalement la Terraplane devint la Hudson 112 en 1938.
Une option disponible sur les Hudson et Terraplane de 1935 à 1938 avait un levier de changement de vitesses monté sur la colonne de direction, fonctionnant avec un contrôle électro-mécanique. Ce système, fabriqué par Bendix Corporation, permettait d'éliminer le levier au plancher mais nécessitait toujours l'utilisation de la pédale d'embrayage. Comme mesure de sécurité, un levier de vitesses conventionnel était laissé sous le tableau de bord en cas de défaillance du levier électrique. En plus de cette option, il était possible d'avoir un embrayage automatique opéré par pompe à vide dès le début des années 1930.

### 1936-1942

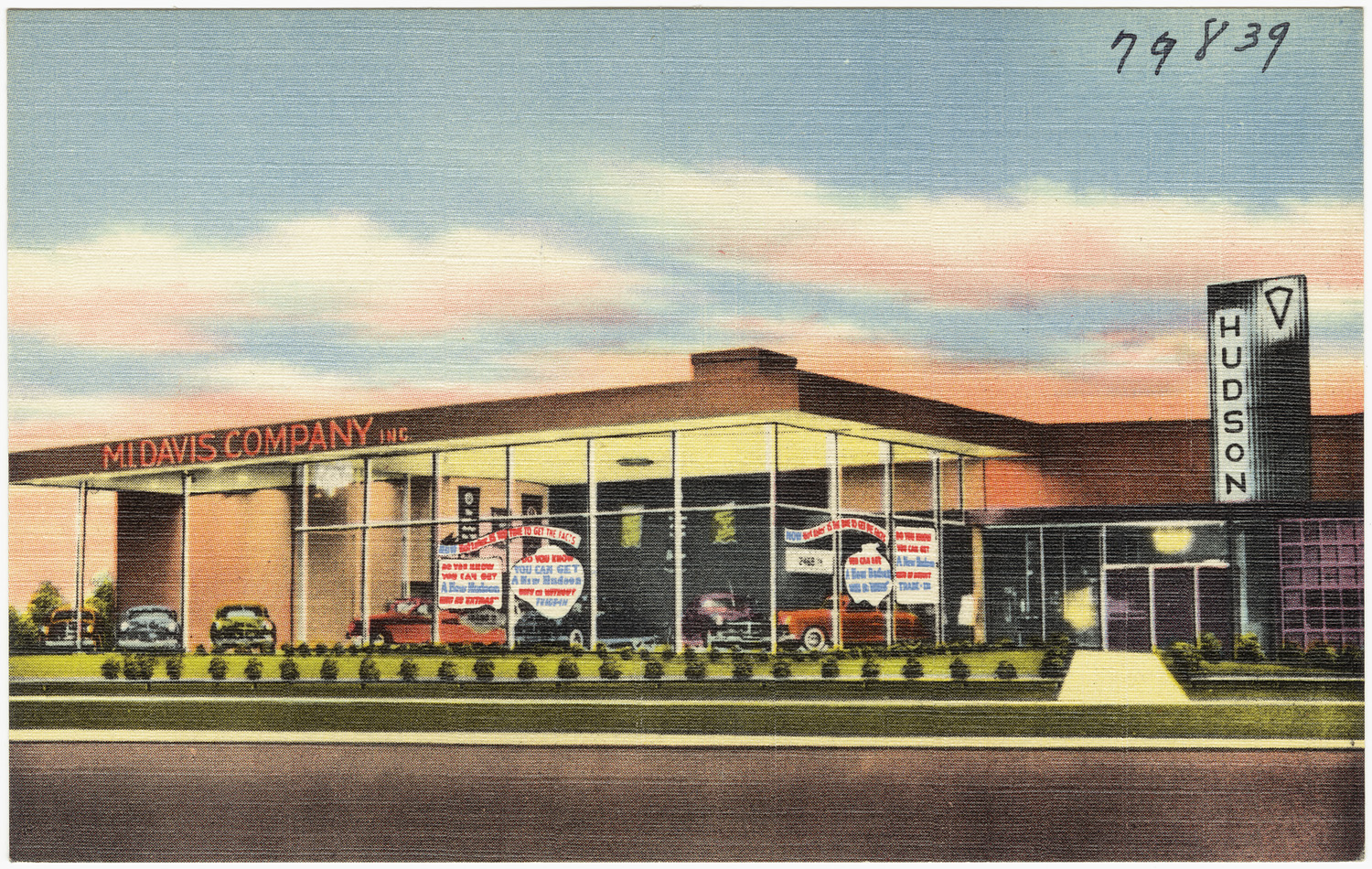
Concessionnaire Hudson en Louisiane, période de 1930-1945

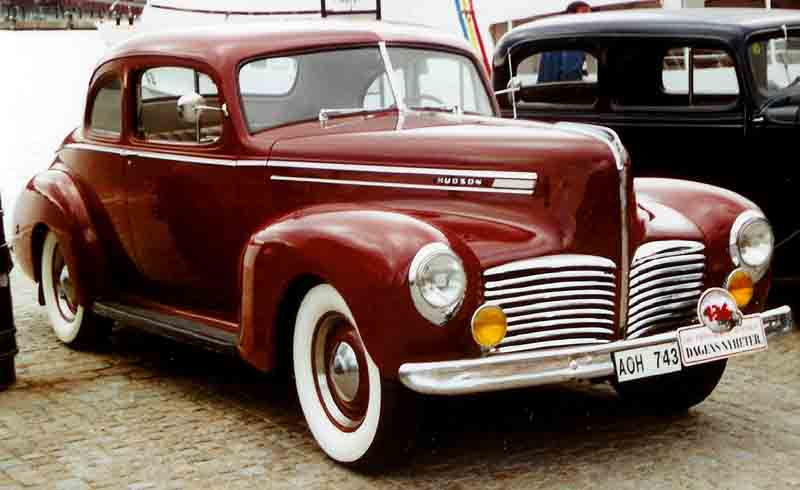
Coupé Hudson de 1941

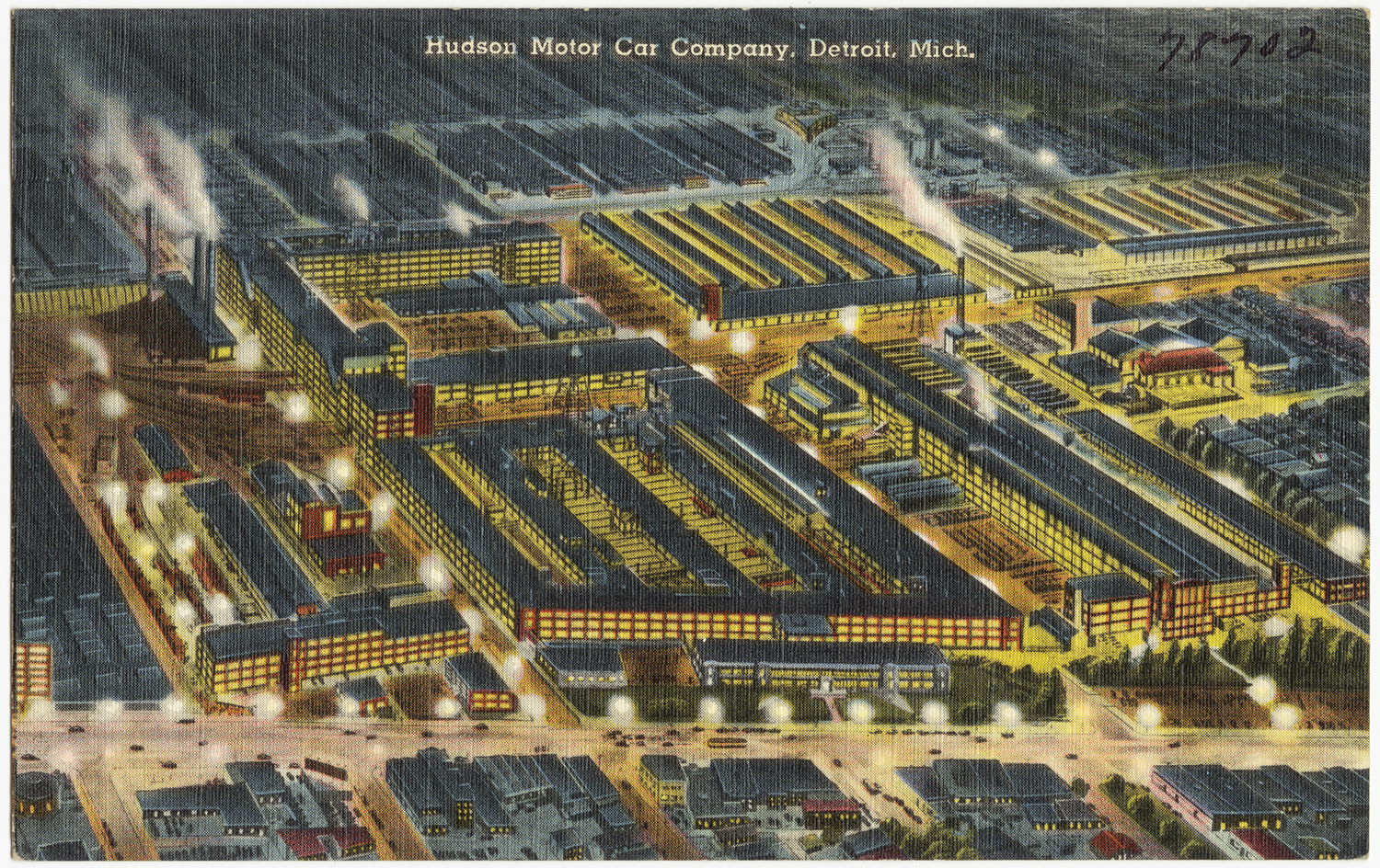
Usine de la compagnie à Détroit, vers 1945. Site de production de matériel pour la guerre.

En 1936, Hudson offrir une toute nouvelle version de ses automobiles. Entre autres innovations, la compagnie introduisit la suspension "radial safety control" / "rhythmic ride" dont les ressorts à lames était montés sur des barres d'acier à l'avant. Ceci permettait d'utiliser des ressorts plus souples tout en améliorant la tenue de route au freinage et dans les bosses.
Ces automobiles avait l'habitacle le plus spacieux de l'époque pour des automobiles de même catégorie et on pouvait se procurer en option un coffre à grande dimension. Leur moteur de 93 à 124 CV était particulièrement puissant et à partir de 1939 on offrit le levier de vitesses à la colonne de direction. En 1939 fut construite la Hudson Business Coupe, modèle réservé aux commerçants. Très rare et très prisée, il ne reste aujourd’hui plus que 5 exemplaires de cette année-là, dont une totalement modernisé en France. 
En 1940, Hudson introduisit la suspension indépendante à l'avant et une direction à axe central (la direction agit au point central de l'axe entre les deux roues), deux items se retrouvant généralement sur des automobiles plus dispendieuses. En 1942, la première transmission semi-automatique d'Hudson, appelée "Drive-Master", est offerte en réponse à la transmission automatique "Hydra-Matic" de General Motors. 
Cette transmission est une combinaison des concepts de levier de vitesse électro-mécanique et d'embrayage automatique antérieurement discutés. Le conducteur avait trois choix avec ce système : conduite manuelle, conduite manuelle mais avec embrayage automatique et conduite automatique. Le mécanisme compliqué mais fiable du système se retrouvait sous le capot. On lui ajouta une surmultiplication en 1950 et on la renomma "Super-Matic". Cependant, quand GM offrit sa "Hydra-Matic" aux autres constructeurs, Hudson l'adopta car elle était plus simple.
Entre 1942 et 1945, Hudson dut se reconvertir pour produire du matériel militaire sur les ordres du gouvernement américain. La compagnie produisit entre autres des pièces pour l'aviation, des moteurs pour la marine et des canons de DCA. Les barges lors du Débarquement de Normandie utilisaient ainsi des moteurs Hudson.

### 1946-1954

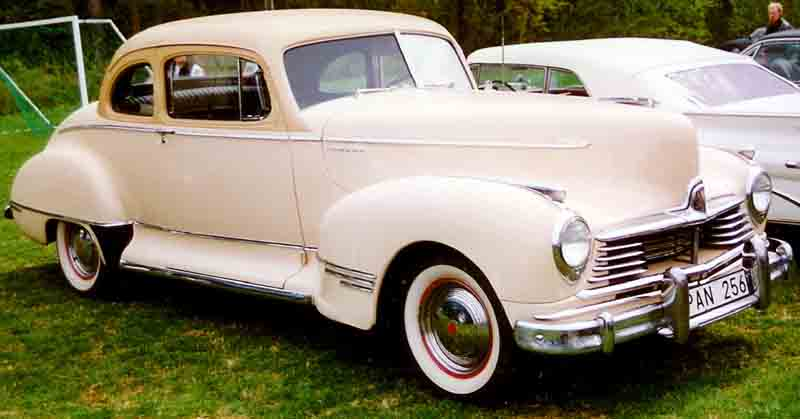
Hudson Coupé 1947

En 1947, Hudson présenta une toute nouvelle voiture à carrosserie ponton et à caisse unitaire pour l'année-modèle 1948. Cette automobile très basse et effilée, avec les roues arrière recouvertes et un arrière fuyant surbaissée, était à l'avant-garde pour l'immédiat après-guerre. Selon les différentes séries de Hudson, elle s'appela  Pacemaker, Wasp, Commodore ou Hornet. Elle utilisait un plancher surbaissé entouré par les longerons du cadre dans un principe appelé « Step Down ». Cette structure était l'une des plus robustes de tous les temps ainsi que l'une des plus sûres car elle abaisse le centre de gravité, et fut adoptée par les autres constructeurs par la suite. 
Elle fit l'objet d'élogieuses critiques dans des magazines comme Consumer Guide et Collectible Automobile. Les qualités de robustesse et les moteurs à six cylindres à fort couple de ces autos permirent à la compagnie d'entrer sa Hornet dans les courses de la NASCAR et de gagner le championnat de 1951 à 1954. Son record du plus grand nombre de victoires consécutives en une saison par une marque est encore en vigueur en 2007. La Hornet fit également des courses d'accélération et remporta plusieurs titres grâce à son rapport puissance versus poids très avantageux. D'ailleurs, les Hudson coursent encore à la piste Bonneville sur lac asséché d'Utah.

### Création d'American Motors

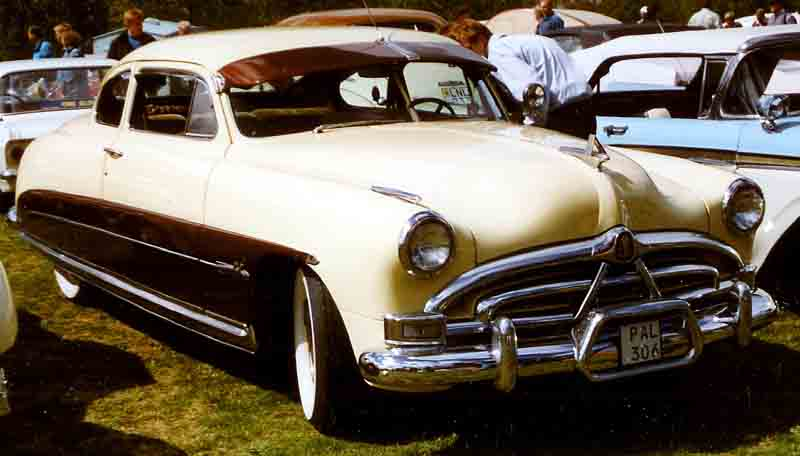
Hudson Hornet Club Coupé 1951

Malgré la réussite esthétique et technique des modèles "Step Down", Hudson manquait de capitaux pour entretenir une production significative et introduire suffisamment d'innovations et de changements de manière à garder l'intérêt du public. Ce problème se posait d'ailleurs pour tous les constructeurs indépendants après la guerre. De 117 000 unités en 1948, la production nord-américaine de Hudson (sans celle des usines outre-mer) a établi un record en 1949 avec 159 000 unités mais recula en 1950 à 105 000 puis 70 000 en 1952. De plus, le succès en course automobile coûtait cher sans apporter suffisamment de ventes.
Hudson décida de viser le marché des compactes délaissé par les Grands de l'auto, General Motors, Ford et Chrysler, afin d'augmenter sa clientèle. Hudson offrit la Jet en 1953 mais cette dernière concurrençait la Rambler de Nash Motors, produite depuis 1949. La Rambler était très populaire mais le marché pour ce segment automobile était encore limité et la Jet eu des ventes décevantes. De 21 000 unités vendues à son introduction, elle dégringola à 14  en 1954. Cet échec a mis à mal les dernières réserves financières de la firme, des rumeurs commencèrent à circuler sur une éventuelle fusion de Hudson et Nash.
George W. Mason, le président de Nash Motors avait la ferme conviction que les constructeurs indépendants qui restaient en Amérique du Nord devaient fusionner face aux trois grands de l’industrie. En janvier 1954, il orchestra de la fusion  de Nash et de Hudson Motor pour former American Motors. Lors des négociations précédant la fusion, le directeur de Nash insista sur le fait que la Jet devait disparaître, elle pouvait en effet gêner la Rambler et offrir une compétition interne inutile. Le président d’Hudson, A.E. Barit, demeura comme consultant et obtint un siège au conseil d’administration de la nouvelle compagnie alors que Masson devint le premier président et directeur général. 

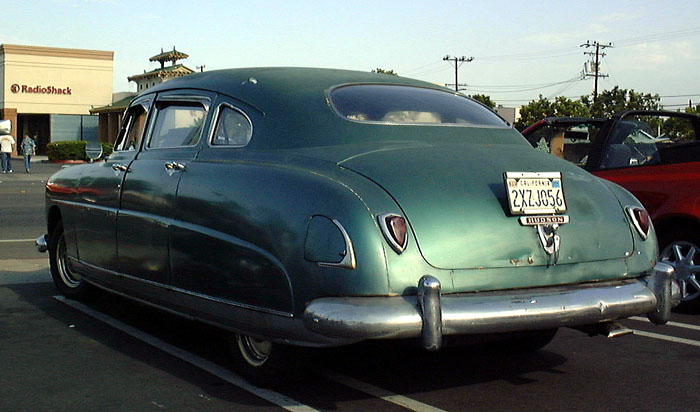
Hudson de 1950

La fusion fut en réalité une reprise de Hudson par Nash, car l'usine Hudson fut aussitôt fermée et la production transférée vers celle de Nash. American Motors combine donc la fabrication des modèles de Nash et Hudson dans son usine de Kenosha (Wisconsin) en 1955 tout en gardant les réseaux de ventes indépendants. Le modèle Rambler est le meilleur vendeur de Nash et AMC produit une version pour chaque marque. La nouvelle ligne des Hudson lancée en 1954 était également en fait les modèles de Nash, comme la  Statesman et l’Ambassador, redessinés avec beaucoup d'élégance et qui pouvait être livrée en trois tons contrastés mais n'avait pas droit aux doubles phares typiques des "vraies" Hudson.  Les Nash et les Hudson partagent un châssis commun ce qui baisse les coûts de production. 
Malgré l'apparition des nouveaux modèles, la production de celle de marque Hudson recula à 51 000 unités en 1954, puis 48 000 en 1955, après avoir été avant la fusion de 66 000 en 1953. À partir de l’année de production 1958, les bannières Nash et Hudson furent abandonnées en faveur du nom Rambler plus populaire.  Ainsi les Nash Ambassador et Hudson Hornet, construit sur une plateforme allongée de la Rambler, devinrent l’Ambassador de Rambler.
En 1970, American Motors (AMC) fit revivre le nom "Hornet", la  AMC Hornet, mais l'achat d'AMC par Chrysler en 1987 termina ce modèle qui pourrait être ressuscité éventuellement sous la marque Dodge.

## Hudson dans la culture populaire
Les Hudson sont apparues dans plusieurs films dont :
- Les Raisins de la colère (John Ford ) ;
- Miss Daisy et son chauffeur (Driving Miss Daisy) ;
- N'oublie jamais (The Notebook);
- Pixar personnifia une Hudson Hornet des courses NASCAR comme le personnage « Doc Hudson » dans le film d'animation Cars.

Dans Sur la Route de Jack Kérouac, Neal Cassady devient momentanément propriétaire d'une Hudson 49.
Dans le film de et avec Jack Nicholson the two Jakes (1990).